# Pergamos

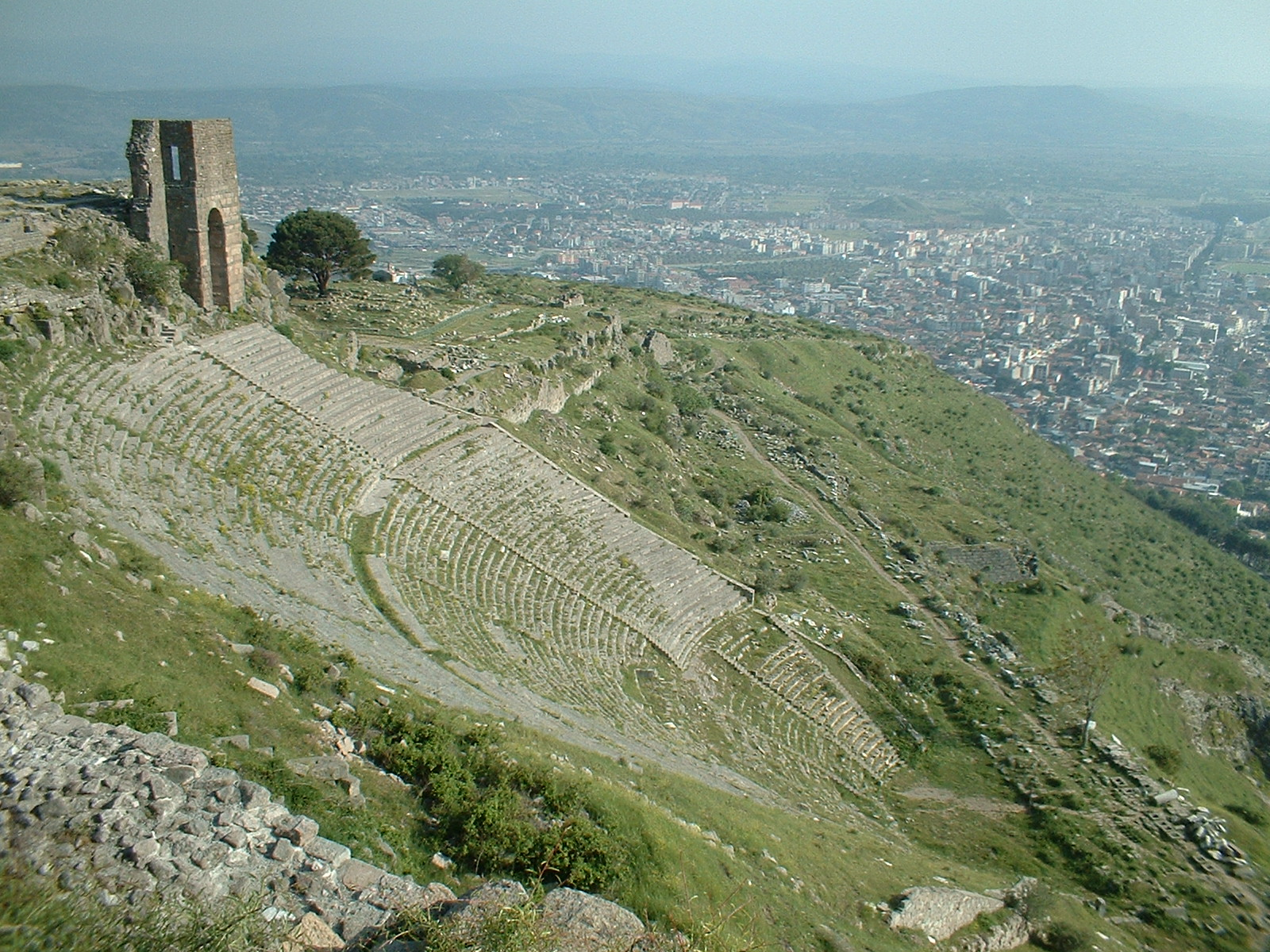
Théâtre de Pergame (actuellement Bergama), province d'Izmir en Turquie.

Dans la mythologie grecque, Pergamos (en grec ancien Πέργαμος / Pérgamos) est un des petits-fils du guerrier grec Achille. 
Il est le plus jeune des fils de Néoptolème (fils d’Achille et de Déidamie) et d'Andromaque ; il a deux frères qui se nomment Molossos et Piélos. 
Il est amené à Sparte très jeune. On dit qu'il aide Sparte dans ses conquêtes et qu'il combat presque aussi bien qu'Achille.
Pergamos fonde en Troade la ville de Pergame, dont il est le héros éponyme.

### Sources antiques
- Pausanias, Description de la Grèce [détail des éditions] [lire en ligne], I, 11, 1 et suiv.
- Servius, Commentaire aux Bucoliques de Virgile, VI, 72.
- Scholie à Euripide, Andromaque, 24.